# Las Lajas (vulkaan)
Las Lajas is een schildvulkaan in het departement Boaco in Nicaragua. De vulkaan ligt ongeveer 25 kilometer ten noorden van het Meer van Nicaragua en heeft een hoogte van 926 meter.